# Giancarlo Carmona
Giancarlo Carmona Maldonado (Lima, 12 ottobre 1985) è un calciatore peruviano, difensore dell'Academia Cantolao.

## Carriera

### Club
Dopo aver giocato in patria, nel 2010 si trasferisce alla squadra argentina del San Lorenzo de Almagro. Nel 2012 torna all'Alianza Lima.

### Nazionale
Nel 2011 debutta con la nazionale peruviana.